# Zhao Yun

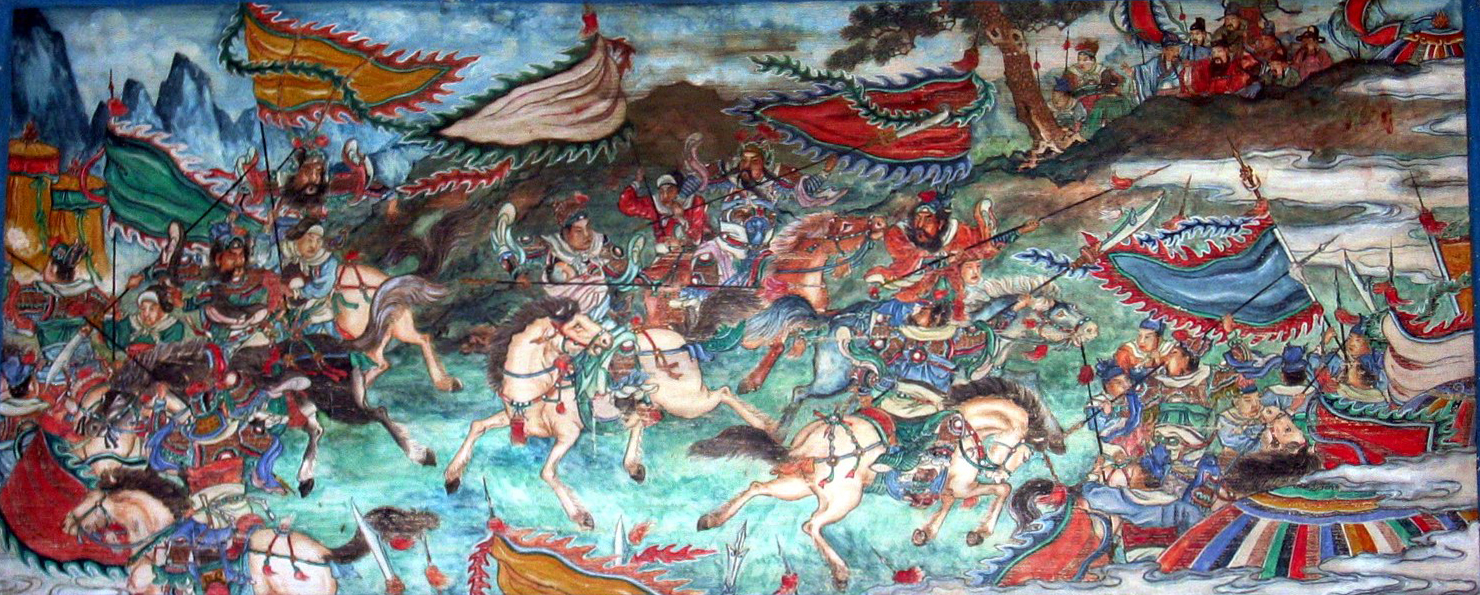
Un mural describiendo "la lucha de Zhao Yun en Changban" dentro del Pasillo Largo en las tierras del Palacio de Verano en Beijing, China. El jinete de blanco es Zhao Yun.

Zhao Yun (murió en 229), nombre de cortesía Zilong, fue un general militar que vivió en la dinastía Han Tardía y en el período de los Tres Reinos. Originalmente fue el subordinado del señor de la guerra norteño Gongsun Zan, pero Zhao Yun sirvió a Liu Bei más tarde y desde entonces acompañó a Liu Bei en la mayoría de sus hazañas— desde la Batalla de Changban (208) a la Campaña de Hangzhong (217-219)—. Continuó sirviendo en el reino de Shu Han en el período de los Tres Reinos, participando en la primera de las Expediciones Norteñas de Zhuge Liang hasta su muerte en el año 229. Mientras muchos sucesos sobre la vida de Zhao Yun permanecen inciertos debido a la información limitada en las fuentes históricas, algunos aspectos y actividades de su vida han sido exagerados en el folkrore y la ficción, por ejemplo en la novela histórica de Luo Guangzhong, Romance de los Tres Reinos, en la que fue elogiado como miembro de los Cinco Generales Tigres de Liu Bei.

## Carrera temprana bajo Gongsun Zan

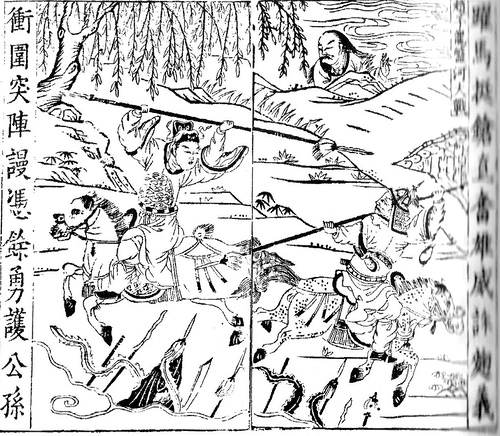
Zhao Yun demuestra su valor en frente de Gongsun Zan

## En los cuentos populares

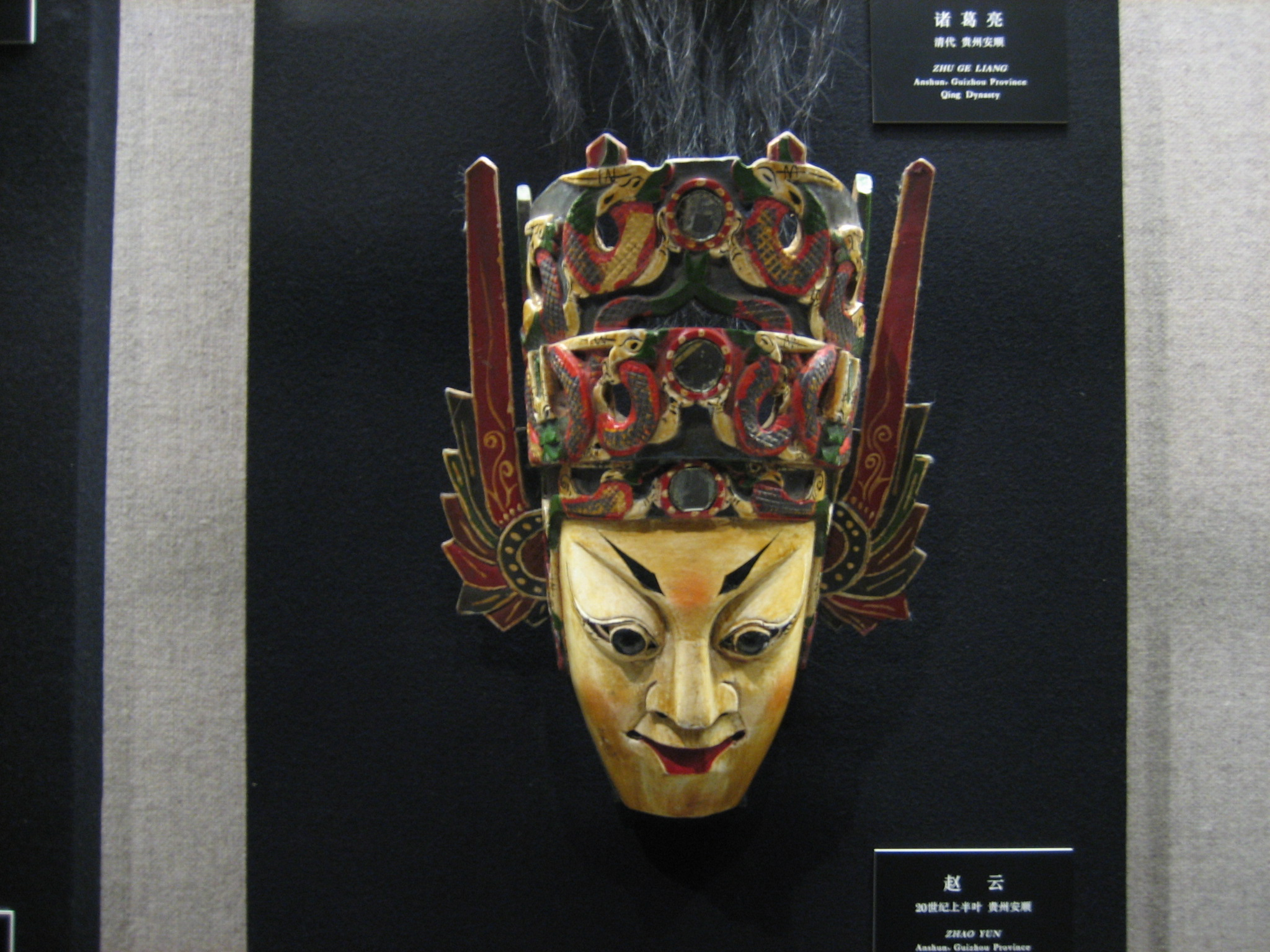
Máscara de Zhao Yun utilizada en folk ópera